# Каза Бјанка Комунале (Порденоне)
Каза Бјанка Комунале је насеље у Италији у округу Порденоне, региону Фурланија-Јулијска крајина.
Према процени из 2011. у насељу је живело 62 становника. Насеље се налази на надморској висини од 36 м.